# 5617 Emelyanenko
Az 5617 Emelyanenko (ideiglenes jelöléssel 1989 EL) a Naprendszer kisbolygóövében található aszteroida. Eleanor F. Helin fedezte fel 1989. március 5-én.